# 鲨烯
鲨烯（英語：Squalene），又称角鲨烯，是一种开链三萜类化合物。因最初从鲨鱼肝油中提取得到，故得名鲨烯。随后发现鲨鱼卵油及其他鱼中也含有它，现在发现它的分布比预想的要广泛许多，真菌及人類耳垢中含有少量。鲨烯是胆固醇生物合成中间体之一，是所有类固醇类物质的生物合成前体。

## 性质
无色有香味的油状液体。几乎不溶于水，微溶于甲醇、乙醇、冰醋酸，易溶于乙醚、丙酮、石油醚、四氯化碳及其他脂溶性溶剂。350°C沸腾，并有部分分解。
鲨烯分子中有六个双键，不稳定，容易氧化。在空气中吸收氧气转变成似亚麻油的粘性液体，产生特殊臭气。易在镍、铂催化下加氢生成鲨烷，也可通过化学反应转变为羊毛甾醇。鲨烷较鲨烯不易被氧化。

## 历史
1906年首先由东京工业试验所的辻本滿丸从鲨鱼肝油中发现。1926年 Isidor Morris Heilbron 确定了鲨烯的结构。
英文名“Squalene”源于拉丁语，意为鲨鱼。

## 存在
鲨烯主要存在于鲨鱼肝油的不皂化部分，少量存在于苦茶油、橄榄油、米糠油、麦胚油、酵母及人体脂肪中。它在各种鲨鱼的肝脏中都有存在，其中以深海鲨鱼肝油中含量最高。

## 生产
可从鲨鱼肝中提取，也可由两分子反式牻牛儿基丙酮与1,4-丁二亚基三苯基膦经Wittig反应而制得。

## 生物作用
鲨烯是胆固醇生物合成的中间体之一，由两分子法尼基焦磷酸在鲨烯合酶催化下先生成前鲨烯焦磷酸，后被NADPH还原得到。

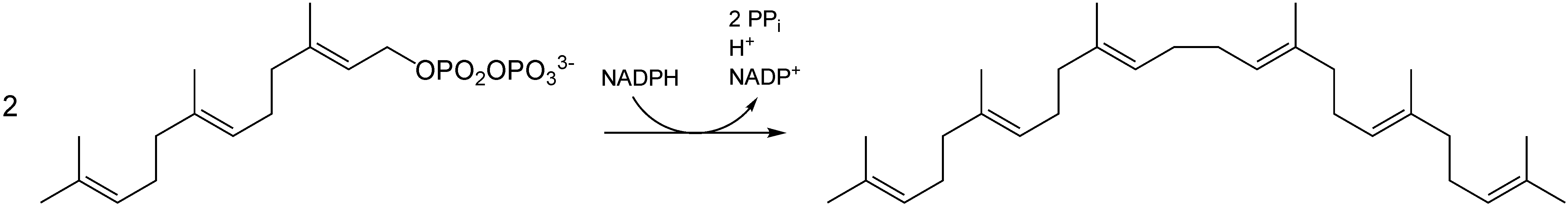
两分子法尼基焦磷酸缩合为鲨烯。

然后鲨烯在鲨烯单加氧酶催化下环氧化生成(S)-2,3-环氧鲨烯，后者经一个拉链环化反应得到四环结构羊毛固醇。从羊毛固醇再经十余步反应可得胆固醇。

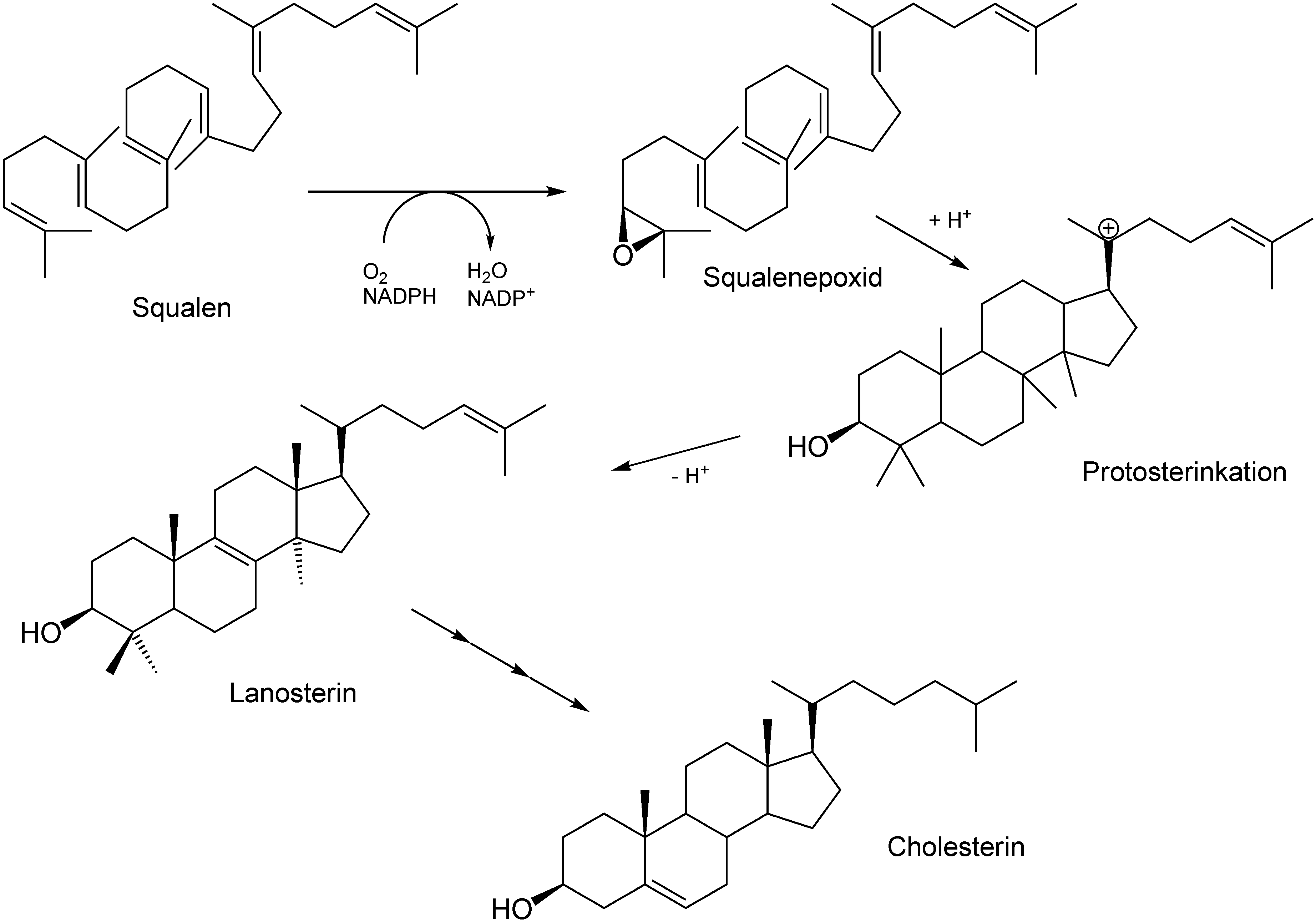
以鲨烯为原料经羊毛固醇得到胆固醇（德文）。

鲨烯的直链结构被氧化及环合后可形成一系列手性中心。
鲨烯具有类似红细胞那样摄取氧的功能，生成活化的氧化角鲨烯，在血液循环中输送到机体末端细胞后释放出氧，从而增强机体组织对氧的利用能力，强化肝功能。鲨烯具有渗透、扩散和杀菌作用，人体皮肤分泌物皮脂中常含鲨烯及甾醇以维护皮肤的柔软滑润。

## 用途
用作杀菌剂、口服营养药、皮肤柔软滑润剂及制备药物、橡胶、香料、有机色料和表面活性剂的原料。